# 天氣巫師
天氣巫師（英語：Weather Wizard）是一個虛構人物，是DC漫畫發行的漫畫中出現的超級反派。
2014年影集《閃電俠》天氣巫師由演員利亞姆·麥肯泰爾（Liam McIntyre）飾演馬克·馬登（Mark Mardon）。 他出現在該系列的第一，第二和第五季。 另外克萊德·馬登（Clyde Mardon）由演員查德·魯克（Chad Rook）飾演出現於《閃電俠》的試播集。 在第五和第六季中，雷納·哈迪斯蒂（Reina Hardesty）飾演了一個名為“天氣巫師”的女性版本，是馬克·馬登（Mark Mardon）的疏遠女兒。 

## 出版歷史
該角色由約翰·布魯姆（John Broome）和卡邁恩·因凡蒂諾（Carmine Infantino）共同創作，首次出現在《The Flash》＃110（1959年12月）中 。

## 其他媒體
- 綠箭宇宙主要登場於《閃電俠》
  - 由利亞姆·麥肯泰爾（Liam McIntyre）飾演馬克·馬登（Mark Mardon）。隨劇情發展他的女兒喬絲·馬登（Joss Mardon）成為天氣女巫（Weather Witch），由雷納·哈迪斯蒂飾演。

## 資料來源
1. ↑  Cowsill, Alan; Irvine, Alex; Korte, Steve; Manning, Matt; Wiacek, Win; Wilson, Sven. . DK Publishing. 2016: 325. ISBN 978-1-4654-5357-0.